# アップダウンクイズ
『アップダウンクイズ』は、1963年10月6日から1985年10月6日まで、毎日放送（MBS）の製作により、NET (現・テレビ朝日) 系列の一部とTBS系列で、いずれも毎週日曜日19:00 - 19:30（JST）に放送されていた視聴者参加型クイズ番組である。ロート製薬の単独提供（第1回放送より）、日本航空（JAL）の協賛で放送された。当初はモノクロ放送であったが、1969年10月5日放送分からカラー化された。
放送開始から1975年3月30日放送分まではNET（現・テレビ朝日）系列の一部で放送されていたが、同年4月6日放送分以降はネットチェンジに伴い、TBS系列で放送されていた。
この番組は、毎日放送がラジオ単営局・新日本放送時代の1952年から6年間放送されていた『近鉄パールクイズ』をベースに製作された。

## 番組概要
解答者が解答席でもある6台のゴンドラに乗り、早押しクイズに挑戦。10問正解（10段まで上り詰める）でハワイ旅行と賞金（初期は20万円、後に10万円）が贈られる。1964年4月からの海外旅行自由化を見据えて企画された。
1963年10月6日、喜劇俳優・市村俊幸の司会、当時毎日放送アナウンサーだった小池清の出題でスタートした。市村はロート製薬が当時発売していた胃腸薬「シロン」のイメージキャラクターであり、前年1月から放送していた同じロート製薬一社提供の前番組『私はナンバーワン』の司会者でもあった。半年後の1964年3月29日放送分で市村が降板、翌週4月5日（第29回）放送分より小池が司会を担当、出題を同じく毎日放送アナウンサーの長田淑子が務めることになった。その後、出題者は1971年4月11日放送分から市毛毬子、さらに1972年11月19日放送分から佐々木美絵（いずれも毎日放送アナウンサー）が担当、以後「小池司会・佐々木出題」で11年間にわたって親しまれていた。
朝日放送から毎日放送へのTBS系列ネットチェンジに伴い、1975年4月6日放送分から、TBS系列での全国放送に移行した。折しもTBS系列での放送初回がちょうど600回となり、「600回記念・クイズ天狗タレント特集」が放送された。
1983年10月に放送20周年を迎えるのを機にリニューアルすることとなり、同年9月25日放送分（第1004回）で小池が降板した。同年10月9日放送分（第1005回）から俳優の西郷輝彦が司会となった（出題は佐々木が引き続き担当）。番組タイトルも『新アップダウンクイズ』に変わったが、“新”は半年で消えた（ただし、ゴンドラセット上の看板には「新」はついていない）。
番組の収録は、毎日放送千里丘放送センターAスタジオで行われていた。また、収録は隔週木曜日に2回分まとめて行われた（うち1回は3日後に放送）。なお、末期は土曜日に収録された。
同番組の最高視聴率は1969年2月2日放送分の39.2%（関西）、同年5月11日放送分の27.1%（関東）が最高（いずれもビデオリサーチ調べ）。1967年4月21日には日本民間放送連盟賞を受賞している（他にも受賞歴あり）。
番組冒頭にはロート製薬の一社提供番組共通の「♪ロート…」のオープニングキャッチが流れていた。
10問正解の賞品が海外旅行であることから、JALが協賛していた。ロートのオープニングキャッチ前にカウキャッチャーとして、JALのCM（JALPAKなど）が放映されていた。また、オープニングテーマ曲が流れているときにも「協賛 日本航空」と表示された。
ただし、1985年8月12日に起きた墜落事故の影響で、同年8月18日から協賛のクレジットを自粛。カウキャッチャーも同時に放送されなくなった。

## 番組冒頭のあいさつなど
- 小池が司会を務めていた時代は「ハワイへのご招待。10問正解して、夢のハワイへ行きましょう! ロート製薬がお送りするアップダウンクイズ、私は司会の小池清でございます」に続き、

小池 「問題を読むのは佐々木さんです」
佐々木 「皆さん、こんばんは（お元気でいらっしゃいますか）。佐々木美絵です、どうぞよろしく（お願いします）」（後期は「問題を差し上げます、佐々木美絵です」とアナウンス）
というあいさつで番組が始まった。
- 後に、海外旅行が大衆化したことにより、「夢のハワイへ行きましょう!」の部分は「さぁ、ハワイへ行きましょう!」と変わった。
- オープニングテーマ曲が流れ終わると小池はゴンドラの前に立ち、上半身を画面アップ状態で挨拶をした。ネットチェンジからしばらくしてオープニング曲が変更されてから、小池は司会者席に座ってあいさつをするようになった。
- 解答者の紹介が終わると、小池時代は、「それでは、日航機によりますハワイ旅行を目指して、大いに頑張っていただきましょう!」というセリフを言い終わると同時にファンファーレが鳴り、終わると一問目に入った（司会が西郷になってからは「日本航空で行くハワイをめざして、皆さんしっかり頑張って下さい!」と言っていた）。
- 西郷が司会となってから、タイトルコール・出場者紹介と結果発表のアナウンスを、当時毎日放送の新人アナウンサーだった柏木宏之が担当した（1984年9月限りで降板）。
- 西郷前期では柏木アナウンサーによる「ロート製薬提供、(新)アップダウンクイズ! 司会・西郷輝彦!」のオープニングコール[9]に続き、客席内のゲートから西郷が入場。
- 司会者と出題者のあいさつは普通の形になっていたが、タイトルを元に戻してからしばらくして「ロート製薬提供、アップダウンクイズ!」という西郷のオープニングコールの後に小池と同じ登場パターンに戻している。出場者の紹介では西郷が解答者と握手する演出があったが、タイトルを元に戻してからは解答者の自己紹介に変更された。
- 西郷司会期の、スチュワーデス大会やコンパニオン大会では、解答者が最初から解答席に座らずに直立で並列する演出が取られた。
- NET系列での最終放送日となった1975年3月30日は、番組最後に小池が「東京地区でご覧の皆様は、来週からは6チャンネル・TBSテレビでご覧下さい」とアナウンスしていた。
- なお、NETからTBSへのネットチェンジ後、TBS系列での1回目の放送である1975年4月6日の放送では番組冒頭に小池が「それでは、ここで簡単にルールをご説明いたします。まず問題が出ます。そしてなるべく早くボタンを押していただいて、正解されますとゴンドラが1段上がります。よろしいですね！」と紹介し、また、2回目の放送となった1975年4月13日放送でも「それでは、先週からご覧になっている皆様に、ここで簡単にルールをご説明いたします」とほぼ同様の紹介をしていた。
- また、次回の予告（ゲスト特集等がある回のみ）と番組終了時、当時毎日放送アナウンサーだった吉田智子による「アップダウンクイズ 第○○○回を終わります。提供は、ロート製薬でございました」というアナウンスもおなじみだった[10]（終了時のエンドカードは、ブルーバックに「アップダウンクイズ」の白抜きタイトルロゴが右揃え（上：アップダウン、下：クイズ）でレイアウトされ、左下に白抜きで幅が狭い明朝体で“終”と書かれていた）。
- 1984年4月8日から1985年10月6日（最終回）までは、「アップダウンクイズを終わります」に変わった（後番組の『クイズ!!ひらめきパスワード』でも同様に継承された[11]）。
- 番組のクレジットタイトルは、1970年代までは「アップダウンクイズ 終」のエンドカード前に、青地に白抜きゴシック体で「構成＊堤章三 音楽＊○○○○」と入るのみだったが、ゴンドラが色分けされてからは番組エンディング時にスタッフロールがナール書体で左方向に表示[12]されるようになった。

## ルール
全国各地から毎回6人の視聴者（または特集などでペア6組）が解答者として出場、早押しクイズに挑戦する。見事10問正解（ゴンドラが10段階アップ） すると、JALで行くハワイ旅行と賞金10万円（放送開始当初は20万円）を獲得できる。
一般参加の場合、「北海道・東北」・「関東」・「中部・信越」・「近畿」・「中国・四国」・「九州」の6地区から筆記クイズ・面接による厳正な予選を経て出場するケースが多かった。筆記では、佐々木が問題を読み上げるのが吹き込まれたテープが再生される形で出題され、一定時間が来ると次の出題に移る方式だった。
1問正解のたびに解答者席のゴンドラが1段ずつ上がり（一部の問題では2段、または3段上がる）、不正解（お手つき・誤答）の場合は正解数にかかわらず一番下まで下がってしまう。2回不正解したら失格となり、画面左に設けられた失格者席に座らされる。失格者は解答者全員が早押しできなかった場合、あるいは他の人が誤答した場合にのみ解答権があり、正解するとゴンドラに戻ることができ、それまでの不正解数はリセットされる。なお、『新アップダウンクイズ』初期には2回不正解で失格のペナルティを設けていなかったが、タイトルから「新」が消えた1984年4月より元に戻った。
解答者の誰か1人が10段階達成しても、時間が残っていれば残りの解答者でクイズを続ける。そのため、2人以上のハワイ旅行獲得者が出た回もある。なお、解答者間の成績を直接競うものではなく、トップ賞などの順位に応じた賞品も用意されていない。
西郷時代中期（1984年4月頃-1985年1月まで）は勝ち抜き制度が導入され、10問正解を達成すると翌週にも挑戦。1週目・10問正解すると1人でのハワイ旅行獲得と賞金10万円獲得、2週目・20問正解するとペアでのハワイ旅行と賞金20万円獲得、3週目・30問正解でペアでのアメリカ西海岸と賞金30万円獲得、さらにゴールデンカップが授与される。このルールになってから、勝ち抜きの解答者を「チャレンジ1・2・3」と呼び、1週目の10問正解者をV1と呼び、2週目の10問正解者をV2と呼び、さらに3週連続10問正解してペアでのアメリカ西海岸旅行と賞金30万円獲得者をV3と呼び、なおかつ「V3チャンピオン」と呼んでいた。西郷時代末期には勝ち抜き制度を廃止した。
一度番組に出場すると3年間は応募できなかった。

## クイズの内容
開始当初は基本的に一般問題中心だったが、次のようなコーナーも登場した。

### シルエットクイズ
1967年2月26日放送分から登場。番組の目玉コーナーといわれ、最終回まで続いた。これはかつてNHKで放送された『私の秘密』、『それは私です』のコンセプトを取り入れたものといえる。なお、当初は「ゲストクイズ」という名称だった。
スクリーンに投影したゲストのシルエットを見て、3つのヒントから誰か当てるもので、正解すると第1ヒントなら3段、第2ヒントなら2段、第3ヒントなら1段ゴンドラが上がる。第1ヒントはゲストの性別と職業、第2ヒントは簡単な経歴、第3ヒントは具体的なことだったが、後に第1ヒントはシルエットのみに改められた。第3ヒントではシルエットが横向きになる。
ゲストは歌手・俳優・タレントなどの芸能人、プロ野球選手・大相撲の力士・プロボクサーなどのプロスポーツ選手、その他政治家や作家・評論家・芸術家・漫画家など、時の話題の人たちがゲストとして呼ばれた。ただし、スポンサーがロート製薬、協賛が日本航空だった関係から、放送当時に製薬会社や航空会社の同業他社の広告に出ていた人は、ゲストとして呼ばれなかった。
当初は中CM明けに行われており、開始音楽やテロップは無かったが、後にセットをバックに開始のジングルを流した。ゴンドラが色分けされてからはジングルを行進曲のファンファーレ調に変更すると同時に、「シルエットクイズ」とテロップが出る様になる。西郷時代には、中CM手前に移動、ジングルを一新し、シルエットをバックにテロップが出るようになった。一時期このクイズの正解者にはゲストからゲスト賞が進呈されていた。

### ラッキークイズ
シルエットクイズと同時期に登場。ボーナスクイズの一つで、毎回ゲストから出題される（ゲストが問題文の書かれた紙を見ながら読み上げる） 。正解するとゴンドラが2段上がる。
当初はシルエットクイズに続きゲストに関係する問題を3問、そしてゲストへのインタビュー後にこのクイズという流れだったが、ゴンドラが色分けされてからは最終問題となった。
新アップダウンクイズになった際に廃止。ゲストへのインタビュー後にゲストが出題するのは西郷時代末期に復活したが、正解しても1段階しか上がらない単なる通常問題であった。

### 目で見るクイズ
1966年8月7日放送分から実施。画像を見ながら答えるもので、2問出題。
1問は絵を見て当てる三択、もう1問はある物の部分をスライドで5枚見せてそれが何かを当てる。後に、アシスタントがホワイトボードに線を描いて道府県や島の名前を当てる問題、有名人の顔写真を分解したものを見せてそれが誰かを当てる問題、VTRを見て都市や島、建造物の名称を当てる問題なども追加された。司会が西郷になってからは内容が一部変わった。

### 音楽の問題
「最近のヒット曲」、「今の季節にふさわしい曲」など、テーマを決めて3問出題される。ほとんどは曲の「題名」を答えるものだったが、歌謡曲を「歌っている人」、あるいは「作曲者」や「歌詞の続き」を問うこともあった。
西郷時代は「サウンドクイズ」というタイトルで、当初はいろんな音を当てる問題だったが、後に小池時代のような音楽の問題に戻った。また、出題は3問まとめて行われていたが、西郷時代の末期になると番組中のどこかで1問ずつバラバラに出題されるようになっていた（「ではここで、〜をお聞きいただきます」で開始。直前の問題と関連した問題として出題されることもあった）。

### イエス・ノークイズ
1975年から数年間あった。5問出題され、設問が本当か嘘かを当てる問題。解答は「イエス」もしくは「ノー」と言って行う。簡単そうな問題だが引っ掛け問題もあり、間違える人も多かった。

### テーマクイズ
小池が司会だった時代にあり、季節の事柄や行事話題などを5問出題する。そのうち2問に必ず音楽に関する問題が出された。

### ご当地クイズ
1975年10月12日放送分から設けられた。出場者一人ひとりの居住地にまつわる話題にちなんだ問題が順に出されるが、解答権は全員にある。ゴンドラが灰緑1色時代は後半に行われたが、色分けされてからは前半に出題された。

### 小学生クイズ
小池時代末期にあった、小学生視聴者からの投稿クイズ。投稿者には、番組特製の置時計（左に時計、右には番組セットのミニチュア）がプレゼントされた。なお、問題読み上げは当初は投稿者の肉声だったが、後に佐々木出題者が読み上げるようになった。

### この人クイズ
小池司会末期の1982年 - 1983年に行われていた。

### しりとりコンピューターアニメクイズ
西郷時代後期に登場。「目で見るクイズ」の発展形で、1枚のイラストが、しりとりで次に続く名前の違うイラストへ段階的に変化していくので、何に変化していくのかを当てる。2問出題。

### シンクロクイズ
西郷時代からスタートした、ボーナスクイズの1つであり、従来の「ラッキークイズ」をパワーアップしたもの。当初は「ラストファイブ」のタイトルになっていた。
- 残り5問になるとチャイムが鳴り、ゴンドラ後方の電飾の奇数枠と偶数枠が交互に点滅する。
- 解答者がボタンを押すと電飾の点滅が止まり、解答権を得た解答者の席に電飾が点灯していればドアチャイムが鳴り、後方背景が青から赤くなってシンクロとなり、正解すれば2段上がる。電飾が点灯していなければシンクロ失敗で正解すると1段上がる。この時の最終問題は2択形式だった。

### リポータークイズ
西郷時代から登場。JNN各局のアナウンサーがリポーターを務め、その土地の風習やグルメなどを毎回1問ずつ出題する。熊本放送からの出題は、同局のテレビ・ラジオで長年にわたってレギュラー番組を担当しているローカルタレントの大田黒浩一が務めた。

## ゴンドラ
ゴンドラは3代目まで存在した。ゴンドラの昇降機構は三精輸送機（現・三精テクノロジーズ）が制作したものである。
ロートアップダウンクイズ
第1回から最終回までゴンドラの上に、白地に紺色で（「ロート」の部分のみ白抜き）、右のような形で番組とスポンサー名のロゴが掲げられた。また、ゴンドラの左側には2問不正解者が座る失格者席、右側には10問正解者が座るハワイ旅行獲得者席が用意されていた。

### 初代（1963年10月から1974年12月まで）
前面に解答者の番号ランプと「横反転リーフ式（いわゆるソラリー式）賞金表示板」があった。金額表示は5桁で、10問正解時は9問正解時の金額がそのまま表示された。表示する時「バシャバシャ…」という独特な音がした。また、各解答者席の後方（画面右斜め上）には、ロート製薬の主力製品名（パンシロン、Vロートなど）が掲出されていた。
問題が分かった時に解答ボタンを押すと、白地に赤い丸(○)が書かれている弓矢の的のような丸い板（別名 ペコン板）が立ち上がる。複数の解答者が押した場合、最も押すのが早かった解答者の番号ランプが点灯し、解答権を得る。セットの両端（1枠の左隣と6枠の右隣）には、下から1～10の数字が並べられており、これが段階表示の役割を果たしていた。
解答ボタンは丸型の一個スイッチで、ゴンドラ左側（解答者からは右側）に設けられていた。
不正解の時は、"×"（罰点・カラー=白）を立体にした置き看板をアシスタントが持ってきて表示した。
放送開始当時、ゴンドラ一式の製作に600万円も掛かった。ゴンドラメーカーの関係者は、製作はもちろん放送局やスポンサーを説得するために苦労したそうである。
番組のカラー放送移行時（推定）にゴンドラの一部変更が行われ、解答者席の後方部分がこれまでの長四角から半円形になり、併せて段階表示もなくなった。ゴンドラの色はパープル、後方部分がグレーで、ゴンドラレールも淡いパープルに塗られていた。

### 2代目（1975年1月から1983年9月まで）
従来のゴンドラに改良を加えたもので（以前、大相撲の力士の特集で、元大関・三根山（当時は高島親方）の乗ったゴンドラが1段も上昇しないハプニングが起き、それを契機にした改良となり、250kgまで耐えられ、なおかつ2人乗りも可能になった）次のようになった。
このゴンドラでも当初は解答者席後方にロートの製品名（例：「キャシロン」「なみだロート」他）が付いていたが、1976年1月にオープニングテーマ音楽が変更されてからは付かなくなった。
- 段階表示の電光掲示板（横5ドット・縦7ドット）が（画面から見て）賞金表示の左に設置された。
  - 最下段の時は無表示、そして"1"から"10"が表示される。設置当初から1980年代初めまで、10問正解の時は数字が"9"か無表示だったが、後に"10"まで表示されるようになった（10の"0"を極端に細くしてドットの列に収めた）。数字の切り替わりは左から1列ずつ流れるようになっていた。
- 賞金表示板の右上に解答者の名札が付いた。
  - ゲスト特集を除き、氏名に加えて解答者の居住地（○○県（都道府）○○市（町村）。ただし、各府県庁所在地及び北海道内の各支庁所在地の場合、道府県名は無表示）も併記された。東京都の特別区在住者は「東京都○○区」と表記されていたが、これは特別区が市町村とほぼ同等の権限があるものを考慮したものである。なお、当初は、解答者の名札はゲスト特集のみであった。その際、早押しボタンを押して解答権を得られた際、一般出場者には小池が「はい、○番!」などと番号で呼んでいたが、ゲスト特集だった時や後に一般出場者の名札がつけられてからは「はい、○○さん!」と言う。
- 賞金表示は "¥40,000" のように￥マーク＋5桁で表示し、10問正解で賞金が10万円になった時でも9問正解時の "¥80,000" のままであった。また、ゴンドラが最下段に居て賞金ゼロのときは "¥ 0,000" と表示されていた。
- ゴンドラの色は薄緑色。ゴンドラ背面のレールの色は、1977年頃までは明るい茶系、その後ターコイズ色となった。
- 1979年のテーマ音楽変更と同時にゴンドラもマイナーチェンジされ、解答者席は白に近いシルバー、ゴンドラ背面のレール、正面の(1) - (6)の番号と周囲のリング、および「アップダウンクイズ」のロゴはコーンフラワーブルーとなった。

1979年12月から、赤・橙・黄・緑・青・紫の6色に色分けされたうえ、解答者席後方に電飾が付いた。解答者の紹介及び1段階上昇するごとに1秒間だけ点灯し、10問正解時には3つに分かれて点滅、その後もクイズが継続される場合は常時点灯していた（点灯色は白）。また、賞金表示も従来の"¥マーク"が無くなり6桁表示となり、10問正解時も "100,000" と表示できるようになった。
小池司会の末期（1982年1月10日-1983年9月25日）では、ゴンドラがマイナーチェンジされた。
- 賞金と段階表示が黒色に変わり、賞金表示が白抜き文字に変わった。なお、千の位はフラップの表記が0と5しかなかったが、0から5に表示を変えるときは、従来どおり5コマ分回転していた。
- ゴンドラの色の描かれ方が、解答権ランプの周りだけになり、両端は銀色になった。
- 解答者席後方の電飾がゴンドラと同様に色分けされた。
- ×マークは当初は2問不正解で2つ置かれるパターンが継承（アシスタントが設置・回収）されていたが、後に新しく黒地に白く「×」の書かれた板がゴンドラに搭載され、誤答ブザーと同時に自動で立ち上がる構造に変更された。解答者が失格者席から復活するときには、×板も自動的にリセットされた。
- ゴンドラ背面のレールの色はグレーとなり、枠の上部のみ茶系の色となった。
- 9問正解者がボタンを押し10問正解にリーチが懸かると、スタジオが暗転して解答者にスポットライトが当たり、不調和で緊迫感のあるドラムロールが流れる中入り、小池が「さあ、○○さんいいですか。落ち着いて、さあ、いきましょう!」などと喋った後に解答を促し、正解の場合ファンファーレと共にくす玉が割れて紙吹雪と風船が振り、不正解なら0へ逆戻りしてスタジオ内が再び明るくなる演出がなされていた。
- 失格席は×マークの電飾が点いた仕様となり、失格者が着席している間は点灯する演出が付けられた。

このゴンドラを最後に、『新アップダウンクイズ』以降に使用される新しいゴンドラへとバトンタッチされた。

### 3代目（1983年10月から最終回まで）
司会者の交代とともに、セットやゴンドラについても豪華で近未来的なものになった。
- セットそのもののうち、ゴンドラがセットされている部分が開放され、各ゴンドラの後部両脇に電飾が付いた。これが「新アップダウンクイズ」から登場した「シンクロクイズ」の際に使用された（シンクロクイズ以外でもクイズを行っている間はゴンドラの上昇分だけ点灯。ただし、不正解下降中はだんだん短くなるように点滅していた）。
- ゴンドラの段階表示は1と0～9を表示する2桁のデジタル数字（磁気反転式）に変わり、名札は少し大きくなった。段階表示は以前のものと違い"0" が表示され、上昇や下降時は一旦数字が非表示になった後、表示する方式になった。
- 賞金表示が廃止され、解答者の名札はかつての賞金表示機のあった場所（段階表示の右）に付けられた。
- 解答権ランプはゴンドラ一杯に大きく四角く表示され、数字も大きくなった。また、ボタンを押した時と解答権を得たときの表示を全てこのランプで行うようになったため、以前までのボタンを押したときに立ち上がる丸い板は廃止された。
  - 解答ボタンは丸型のキノコスイッチで、このランプは解答ボタンを押すと、数字の周りのみが光る。さらに解答権を得た人は全て光り、番号の部分のみ点滅。不正解で下降する場合は×を表示した。
- 以前と同様に、解答者席後方に電飾が付いていた。
- 効果音はゴンドラ上昇時や下降時に電子的な音が加わる形になり、当初は以前のものを引き継いでいたシンキングタイムの効果音も、放送数回で電子音に差し替えられた。それに対して早押し時のチャイムや誤答時のブザーはそのまま引き継がれた。
- 1984年4月以降の2問不正解時のペナルティ復活に際し黒地に"×"と白く書かれていたマークがゴンドラに内蔵され、1回目はブザーと同時に下から飛び出す。2回目には×マークは収納され、解答者のゴンドラを開けるとき、新しくなった白い番組のロゴマークに赤い×マークを重ねた表示板をアシスタントが持ってきて表示した。復活の際には表示板は回収された。
- このセットは番組終了後も千里丘放送センターに保管していたが、放送センターは2007年7月下旬に廃止された。道具倉庫は後継施設である千里丘ミリカセンターに設けられ、同所で保管されていた（非公開）が、2019年に同所の閉鎖後の保管先は不明である。
- 小池時代の1963年10月(放送当初) - 1983年10月までのゴンドラはワイヤーロープでゴンドラを上昇させていた（エレベーターと同じ原理）が、西郷時代の1983年10月以降はチェーンでゴンドラを上昇させる方式に変わっている[22]。

## 10問正解達成解答者に対する演出
- 10問正解してゴンドラが頂点に上がるとファンファーレが鳴り、解答者席上（天井）に吊るされていたくす玉が割られて（くす玉は小池時代前期は造花であり、後期は銀色である。西郷時代はくす玉の代わりにゴンドラセット上の天井から丸いランプが点滅しながら）、大量の紙吹雪と風船（色は赤・橙・黄・緑・青・紫の6個、番組開始当初と西郷時代には銀色の紙吹雪のみでゴンドラセット上の天井から降らせるため風船は入っていなかった）が降り、日航で行く「夢のハワイ旅行」と賞金10万円獲得となった。
- 紙吹雪が降った後、10段目に上がったゴンドラに飛行機のタラップに相当する階段を寄せ、当初はJALの客室乗務員が解答者に「おめでとうございます!」と言いながら、フラワーレイをかけてエスコートした。その際、その階段を客室乗務員が上がり、ゴンドラの扉を開けて、10問正解者を出迎え、専用席でシルエットゲストから副賞の賞金10万円の目録が手渡された（ただし、前半のシルエットゲストがいない時で10問正解を達成した場合は小池が手渡した）。ゴンドラが色分けされてからは、テニスウェアを着たアシスタント（ゴンドラギャルズ）がレイを掛けにいくようになり、専用席で賞金の目録はシルエットゲストの有無に関係なく小池→西郷、そしてJALの客室乗務員が目録と航空バッグを渡す形になった。JALが協賛クレジットを自粛した最末期は、JALの客室乗務員の登場や航空バッグが無くなり[23]、目録のみが西郷より手渡された。
  - 階段は主に白で何も描かれていなかったが、「腸捻転解消」前後には「JAL」ロゴと「鶴丸」ロゴが1段ずつ交互に描かれ、また2代目ゴンドラ末期（1982年1月以後）時代は赤い階段になっていた。
  - 小池時代は階段がゴンドラの前に着くと、客室乗務員→ゴンドラギャルズが最上段まで駆け上っていったが、西郷時代はあらかじめ最上段にギャルズが乗ったまま階段を寄せる様になった。
  - ゴンドラギャルズを採用してからは、階段の下にも4名のギャルズが待機し、10問正解者が下りると拍手をして出迎えた。しかし西郷時代には廃止された。
- 10問正解達成・ハワイ旅行獲得者の栄誉を称え、BGMに、ハワイアン曲の「ブルー・ハワイ」が流れた。ただし、1979年3月から11月まではオープニングテーマのアレンジ（宇崎竜童作曲）に変更、ゴンドラ色分けから2年間は「珊瑚礁の彼方に」、そして西郷が司会をしてからは「アロハ・オエ」をベースにした独自の曲となった。
  - チャレンジ3・ペアでの西海岸旅行獲得者が出た場合、決定時の音楽と後のBGMが異なっていた。
- ハワイ旅行を獲得した解答者のゴンドラには「10問正解・ハワイ旅行」のプレートが掲げられた。ただし、初期はその解答者席の上に吊るされている割られたくす玉が下ろされた。小池末期のゴンドラ以降は、「新V・ロート」のパッケージに準じた緑色のV字型のデザインに変更され、西郷が司会になってからも継承された。なお、このデザインは西郷時代のゴンドラギャルズのTシャツにも用いられていた。
  - チャレンジ1 - 3制では、「V1 ハワイ旅行」「V2 ペアでのハワイ旅行」「V3 ペアでの西海岸旅行」のプレートが掲げられた。また、チャレンジ2・3に挑戦する回答者は予め「チャレンジ2（3）」の名札を回答者席の氏名の下に掲示していた。
- ゴンドラから降りてきた解答者は専用席に座るが、この椅子はソファーになっていて横に花が飾られていた。ゴンドラが色分けされてからは、背景にワイキキビーチの写真が描かれたものに変更された。
- 小池時代では、10問正解達成の瞬間、画面には全くスーパーは出なかったが、西郷時代になって「おめでとう!ハワイ旅行獲得!」、「ペアでのハワイ旅行獲得!」、3週連続10問正解があった時は「ペアでのハワイ アメリカ西海岸旅行獲得!!」という字幕スーパーが出た。

## 賞金

### 第1期
（番組スタートから1979年12月16日放送分まで）
1. ¥1,000
2. ¥2,000
3. ¥3,000
4. ¥4,000
5. ¥5,000
6. ¥10,000
7. ¥20,000
8. ¥40,000
9. ¥80,000
10. ¥100,000

### 第2期
（1979年12月23日放送分から1983年9月まで）
1. ¥5,000
2. ¥10,000
3. ¥15,000
4. ¥20,000
5. ¥25,000
6. ¥30,000
7. ¥40,000
8. ¥60,000
9. ¥80,000
10. ¥100,000

### 第3期（西郷時代）
（1983年10月から1984年9月まで）
- ¥5,000×◯段階(正解数:◯問)となり、10段階(正解数:10問)で¥100,000獲得。

（1984年10月14日放送分から最終回まで）
- ¥10,000×◯段階(正解数:◯問)となり、10段階(正解数:10問)で¥100,000獲得。

## 10問正解を達成した芸能人・著名人

### 小池時代
- 王貞治 - NETネット時代の1965年4月4日（プロ野球選手特集）[24]放送回で、著名人初の10問正解を成し遂げた[25]。
- 大橋巨泉 - NETネット時代。後に同じロート製薬提供の『お笑い頭の体操』→『クイズダービー』の初代司会者と「新パンシロン」のCMキャラクターに起用。また、NETテレビの広報誌である『テレビ・メイト』（1969年8月号）にこの回のスチール写真が掲載されている[26]。
- 立川談志 - 1975年4月6日[27]（600回記念、タレントクイズ天狗特集）。TBS系ネットとなってから初の10問正解者。なお、談志は1985年10月6日放送の最終回にも解答者として出演していた。
- フランキー堺
- 三笑亭夢楽・春風亭柳朝 - 落語家ペア特集。
- 宝田明 - NETネット時代。
- 武田鉄矢
- 谷村新司 - NETネット時代の1974年7月に放送。その週の水曜日に文化放送のレギュラー番組『セイ!ヤング』宛てに沢山の祝電が寄せられた。
- 野田佳彦 - 早稲田大学時代の1977年にハワイ旅行を獲得した。
- 太川陽介 - 1977年11月の「新人歌手大会」で。
- 大上留利子
- 浜村淳 - 1979年10月7日の「16周年記念・クイズ番組司会者特集」。『パネルクイズ アタック25』でも優勝して画当てを正解し、パリ旅行を獲得した。
- 渡辺文雄 - 浜村と同じく「クイズ番組司会者特集」で。翌年「新パンシロン」の初代CMキャラクターに起用。
- モンキー・パンチ - 1979年4月8日の「新高校生特集」ではシルエットゲストとして出演。
- 龍虎 - 1980年11月16日の「元プロスポーツマン特集」で、出題13問目で10問達成。
- 西川のりお・上方よしお[28] - 1980年12月28日の「年忘れ漫才特集」。
- ザ・ぼんち - 1981年12月27日の「年忘れ漫才特集」。1984年1月3日の「新春スペシャル」（西郷時代）ではぼんちおさむが川島なお美とペアで出演。
- 笑福亭鶴瓶 - 1980年7月13日の「東西落語家特集」。1983年7月の放送ではシルエットゲストとして出演。
- 前田武彦 - 1981年5月17日放送の「900回記念・レポーター特集」で。
- 蟇目良[29] - 前田と同じく「900回記念・レポーター特集」で。
- 湯原昌幸 ・三波豊和- 1983年1月3日放送の「亥年ペア勢ぞろい」特集。
- キャシー中島
- ミスター梅介
- 佐良直美 - 1982年4月4日の「女性歌手特集」。
- 和田アキ子[30] - 佐良と同じく「女性歌手特集」。
- 石川さゆり - 1983年4月3日の「女性歌手特集」。
- 西岸良平 - 「漫画家大会」。
- 森本栄浩（毎日放送アナウンサー、当時は関学大生）[31] - 1982年
- 郡和子（元東北放送アナウンサー、衆議院議員。現・仙台市長） - 1982年9月26日の「美人女性アナウンサー特集」（出場当時は旧姓・高橋）で。当時のTBS系列各局の若手人気女性アナウンサーが競った。

### 西郷時代
- 東八郎夫妻 - 1984年1月3日の新春スペシャルにて。
- 森田公一
- 斉藤ゆう子 - 1985年1月6日、二度目の挑戦で獲得。
- 寺崎要 - 1985年5月19日の「放送作家特集」にて。

## 正月特集
1966年より毎年の年初め放送は、芸能人大会を始めとする「正月特集」を放送していた。1978年までは通常枠で放送していたが、1979年以降は通常枠か別枠かのどちらかとなった。
- 東京六大学タレント特集（1966年1月2日） - 解答者は青島幸男（早稲田大学）、小泉博（慶應義塾大学）、石濱朗（立教大学）ほか。
- 新春夫婦特集（1967年1月1日） - 初の元日放送。解答者は大島渚・小山明子夫婦、沢本忠雄・白木万理夫婦、近藤昭仁（当時大洋内野手）・北沢典子夫婦ほか。1967年は平年ゆえに12月31日（大晦日）も日曜となったため、同日には「大学生大会」を放送。「元日」と「大晦日」に放送されたのはこの年が唯一である[32]。
- ゲスト大会（1968年1月7日、1969年1月5日） - 前者は日野てる子、長門裕之、永井秀和ら、後者は一龍斎貞鳳、多々良純、砂塚秀夫、山本學らが出場。
- 新春ゲスト大会（1970年1月4日） - 四代目桂米丸、渡哲也、宮城千賀子ほか。
- 新春ホープ大会（1971年1月3日） - 島本講平（南海ホークス入団直後）、輪島博（新入幕確定直後。後の第54代横綱・輪島大士）、四代目柳家小せんほか。
- 新春夫婦大会（1972年1月2日、1973年1月7日） - 前者は宍戸錠夫婦、仲宗根美樹夫婦ほか（後者不明）。
- 兄弟大会（1974年1月6日）
- 新春ホープさん大会（1975年1月5日） - NET系列では最後の正月特集。解答者は片岡孝夫（後の十五代目仁左衛門）、桂枝雀ほか。
- 新春日本のこころ特集（1976年1月4日） - TBS系列では初の正月特集。
- 新春日本の武道特集（1977年1月2日）
- 新春俳優大会（1978年1月1日） - 11年振りにして最後の元日放送。解答者は江守徹、横内正ほか。
- 新春ひつじ年親子大会（1979年1月2日） - 同じ未年である1967年生まれの少年少女が親子でペアを組み、2部構成でクイズに挑戦。番組史上初の1時間枠かつ初の別枠放送。なお、1時間番組ではあるが、一貫してロートが提供した[33]。
- 新春サル年大会（1980年1月6日） - モンキー・パンチほか。
- プロ野球スペシャル 12球団オールスター戦（1981年1月4日） - 放送は日曜ながらも、19:00 - 20:55に正月特番『大相撲新春歌合戦』が編成されたため、15:30 - 16:30で放送。10問正解達成チームは出なかった。
- 熟年イヌ年タレント特集（1982年1月10日） - この年は正月特番が多く、初回放送が唯一松の内を超えて、4年振りの通常枠での放送となった。解答者は坂上二郎ほか。
- 亥年ペア勢ぞろい（1983年1月3日） - 月曜17:00 - 17:30で放送[34]。小池アナ最後の正月特集。
- 新春スペシャル ネズミ年タレント大会（1984年1月3日） - 火曜17:00 - 17:30で放送[35]。西郷体制では初の正月特集で、「新」では唯一。解答者は石橋正次、斉藤ゆう子、東八郎夫婦、倉田まり子、川島なお美、ぼんちおさむ、藤巻潤、高橋元太郎ほか。
- 個性派女性タレント大会（1985年1月6日） - 最後の正月特集、通常枠で放送された。解答者はすどうかずみ、松岡きっこ、芦川よしみ、小林千登勢、斉藤ゆう子ほか。「シンクロクイズ」最終問題で8段階の斉藤がシンクロ状態で正解し、2段アップして10段階達成した。

参考・『毎日新聞縮刷版』毎日新聞社、1966年 - 1985年1月のラジオ・テレビ欄頁。

## エピソード
1度の不正解で1問正解でも9問正解でも即0点に戻ってしまう厳しいルールが特徴だったが、正誤の判定はかなり甘い傾向になることもあった。解答についても、他の番組に比べ多少長い時間待ってもらえたり、司会者の裁量で言い直しが認められた。なお、早とちり・お手つきをしても、問題内容によっては正解が出る前に司会者からその続きを読んで再解答させたり（答えが複数ある場合など）、関連する解答であればおまけで正解にしたこともあった。特に小池が司会だった時代には、このような傾向が多く見られた。
問題は本選・予選問わずハイレベル・難問が比較的多く、間違いが許されない真剣勝負であったのも番組の特徴である。それゆえに高度な知識はもちろん、的確さ・迅速な判断力がなければクイズを制覇できなかった。
10問正解のコツは、まず解答権を早く得るトレーニングを繰り返し練習すること、収録直前あたりの新聞に隅から隅まで目を通すこと（特に毎日放送の友好会社である毎日新聞からはスポーツ、文化関連を中心に幅広く出題されていた）、そして毎週番組を見てもらうことだと当時のプロデューサーが語っていた。
出題者は冒頭の挨拶と問題読みだけであって、朝日放送『パネルクイズ アタック25』のように賞品等の紹介は一切しなかった（同じロート製薬一社提供のTBS『クイズダービー』も出題者は問題読みのみ）。
タイトルロゴは五荘千尋が手がけたものである（他の毎日放送制作番組も全国ネット・関西ローカル問わず多くの番組タイトルロゴを手がけている）。
出場者募集の宛先は毎日放送宛てではなく、ロート製薬の本社がある大阪生野局宛てだった。大阪本拠地の老鋪広告代理店『萬年社』が同番組の出場者募集・宣伝等を担当していた。
ハワイ旅行は1979年度（1980年3月）まで、一般出場者の場合はツアー形式でまとめて出発する方式となっていたが、1980年度（同年4月）以降は個人でも行けるようにJALPAKの商品を手渡して個人で行くようになった。
10問正解・ハワイ旅行獲得時に割られるくす玉は当初1つだけで、10問正解しそうな解答者のゴンドラ上に来るよう後ろでスタッフが操っていた。しかし、収録中スタッフが誤ってセット上にぶつけて割り、紙吹雪と風船を降らせてしまったため、収録が一時中止となったことがあったことから、その後は2つ設置された。しかしながら、1973年11月25日放送の「ヤングレディ特集」の大会で初めて10問正解者が3人出て、3人目にはくす玉が用意されなかったというハプニングがあったため、これを機会にすべてのゴンドラ上に設置されるようになった。
1980年代に入ると、新聞の番組表のサブタイトルに、その日のシルエットゲストのヒントとなるような副題をつけていたことがある。このような半ばネタバレともとれるようなものは『象印クイズ ヒントでピント』（テレビ朝日）、『パネルクイズ アタック25』（朝日放送）でもよく見られている。

### 小池清のエピソード
番組のルーツである『近鉄パールクイズ』で1955年10月に入社2年目（1954年毎日放送〈当時は新日本放送〉入社）の小池が司会を担当することになり、同時に10問正解で賞金5万円となる一方、3問誤答で失格・退場となるルールに変更された。小池はこの『パールクイズ』にて臨機応変でスピード感あふれる進行ぶりを発揮し、全国区の知名度になった。その後『パールクイズ』の当時のスタッフが「これをテレビで放送したらもっと面白いだろう」と言ったのが番組立ち上げの発端だった。
『パールクイズ』、『アップダウンクイズ』ともに、番組構成と放送時間と編集の関係上、解答者へのインタビューはほとんど行わないほど慌しかった。
当時「自分は不器用だから」と言っていたのに対し、当時のプロデューサーは「そんなことはない。結構勉強家で、記憶力もあり、昔出た問題や出場者、シルエットゲストまでよく覚えていて、驚きだった」と語った。
司会者とは言え「あくまでも主役は解答者の皆さんで、私は裏方みたいなもの」（『TVガイド』でのインタビューより）や「良い意味でのマンネリが定着している。シンプルで内容の多様性が受けていると思う。司会者の人柄をおっしゃってくれる方もいるが、司会者が目立つような番組ではいけない。目立たない司会者ということを最初から心掛けてきた。アップダウンのルールやシステムはもう完成品で、われわれとしては繰り返してきただけ。それを長持ちさせたのは結局、解答者だ。解答者は画面そのものが明るくなるような見ていて楽しくなるような方でないといけない。スタッフだけで出来るものではなく、出場者の個性で持っていると思う」（週刊誌のインタビューより）と語っていた。
スポンサーがロート製薬であり、製薬会社提供番組の司会者が病気で番組を休むと洒落にもならないという経緯から健康に留意し、出題者時代から20年間・1004回の間一度も休むことなく続けた。
解答者が問題の途中で早押しボタンを押すと「いいんですか?」と発言することが多かった。
小池は大半の時間帯、もの静かに番組を進めているが、ゴンドラが二段階以上上がったり7 - 8段目に上がったりするなど盛り上がる場面では声を張り上げることが多かった。
クイズ終盤で、必ず「残り時間○分少々!」とコールし、そのあとは不正解がない限りリアクションなく次々と問題が出され、最終問題になると「あーっ、時間なくなっちゃった!これが最後の問題!」とアナウンスしていた。ただし、末期では最終問題になると電子合成音のチャイム（このチャイムは西郷時代も数か月使われた）が流れ、「あーっ、チャイムが鳴ってしまいました。ここでラッキークイズです」とアナウンスしていた。
解答者で現役時代の輪島大士が出た時には、ボタンを押したものの答えが出て来ず「えーと…」と呟いたところ「はい正解!」とゴンドラがアップ。きょとんとする輪島。実は問題の正解が「江戸」で聴き間違いと分かり、後から聞いた小池が「えー?」と驚いたとの逸話がある。
小池の司会の最終日となった1983年9月25日放送回は、「20周年記念・20歳の青春」と題して、放送が開始された1963年生まれの者を出場者にして行われた。
- 同回のシルエットゲストは、1967年2月のシルエットクイズ第1号ゲスト・ファイティング原田だった。
- 本番で使われた問題の多くは第1回のものが流用された。福岡県の男性出場者が、小池時代最後の10問正解達成・ハワイ旅行獲得者となった。
- エンディングでは小池・佐々木と出場者、ゴンドラギャルズがゴンドラ前に並び、小池がお別れの挨拶を述べた後、佐々木から花束が贈呈された。この時、佐々木が涙ぐんでいた。その後新しく司会となる西郷がジャンクションで登場して抱負を述べ、10月からの新しいゴンドラ前[37]で小池とがっちり握手を交わしていた。

なお、小池は司会勇退から28年半後の2012年4月28日、80歳で永眠した。翌日（4月29日）の『毎日新聞テレビ夕刊』と5月1日の『ちちんぷいぷい』（小池が前年9月末まで水曜日の紀行ロケコーナー「前略、旅先にて」のナレーターを担当、いずれも関西ローカルのテレビ番組）では、小池の訃報を伝える際に「15周年記念全国大会・決勝大会」冒頭の映像を流した。

## 番組の終焉とその後
1983年に朝日放送のクイズ番組『世界一周双六ゲーム』が全国ネット化の上でこの番組と同じ放送時間に移動し裏番組となった。純粋にクイズを楽しむ視聴者層は引き続きこの番組を視聴していたが、変化を好む視聴者層はゲーム性も高い番組である『世界一周双六ゲーム』に移っていった。その影響で視聴率は低下したため、同年秋改編で番組内容のリニューアルを行った。
まず、初代出題者と2代目司会者として20年担当した小池が勇退して西郷に交代。次いでゴンドラをはじめセットを豪華に変え、番組名も『新アップダウンクイズ』に改めるとともに、一部のルールを変更した。ところが、これが裏目に出てしまい、視聴率は回復するどころか逆に悪化の一途を辿った。
これにより1984年4月以降はルールを「シンクロクイズ」を除いて元に戻した。しかし、これらのリニューアルを施しても『世界一周双六ゲーム』に移っていった視聴者を取り戻すことはできず、視聴率の下降に拍車が掛かり、1985年に入ると特別番組やプロ野球中継などに差し替えられる週が目立つようになった。折悪しく同年8月12日には日本航空123便墜落事故が発生。事故後の放送では日本航空のカウキャッチャーやキャビンアテンダントによる賞品贈呈演出がカットされた。
そして1985年10月6日放送の「22年間ありがとう!!シルエット大会」をもって、22年・1084回で終了した。番組最終回放送日は第1回放送日（1963年）と同じ10月6日だった。
『アップダウンクイズ』で22年間に出題された問題は48781問にのぼり、総出場者数6816人、そして639人のハワイ旅行・アメリカ西海岸旅行獲得者を出した。また、シルエットゲストを務めた人は延べ840名にのぼった。最終回エンディングでは、誰もいなくなったスタジオを背景に、「22年の記録」と称した字幕スーパーが上向き・横文字ロールにて表示され、最後には「22年間のご声援まことにありがとうございました。」と表示された。
翌週10月13日からは、この番組と同じくロート製薬一社提供の『クイズ!!ひらめきパスワード』が開始。初代司会者（出題も兼務）は同局アナウンサーの野村啓司が担当した。末期にはロートを含む複数社提供となり、1992年3月29日まで継続した。同年4月、日曜19時枠は17年ぶりにキー局・TBSの製作枠となり、ロートと同様に大阪に本社を置く武田薬品工業一社提供の『さんまのからくりTV』（後に放送時間を1時間に拡大し『さんまのSUPERからくりTV』に改題）がスタートした。
なお、本番組は後述するように制作局の毎日放送（関西ローカル）では何度か復活放送が行われているが、全国ネットでの復活版は2025年現在まで制作されていない。

## 同番組のクイズ形式を行っていた作品
放送終了後30年以上経った現在でも比較的頻繁にパロディ・オマージュが見受けられる。

### アップダウンクイズを1コーナーとして行った番組
以下、番組として製作局の毎日放送ならびにTBS系列で放送されたものを主に記載する。
- TBS『8時だョ!全員集合』：後半コントで、アップダウンクイズのコントが放送された。ゴンドラは2代目初期の物で、コントの関係から4台しかゴンドラが無かった。このコントは、全員が2問ずつ間違えて、「お出」になるのが落ちだった。なお、このコントを演じたザ・ドリフターズは、毎日放送が1975年3月にネットチェンジする時のPRキャラクターだった。
- TBS『タモリのスター対抗クイズ番組大集合』：タモリ司会。佐々木が出題。1983年10月2日、文字通り当時のTBS系列のクイズ番組が集結した2時間特番で、本番組も織り込まれた。小池最後の回と西郷最初の回のちょうど間にあたり、ゴンドラは2代目最末期のものに準じていたが、4チームだったため4台しかなかった。テーマ音楽も小池時代のものを流用。当然「ロート」の表示はなかった。このコーナーの問題で「タモリ、ヤモリ、イモリ、果たして人間は誰でしょう?」の珍問が出題された（もちろん正解は、司会だったタモリ）。 この特番が2代目ゴンドラとしての最後の出番となった。
- TBS『クイズまるごと大集合』：番組自体が終了した後、番組改編時特別番組で一度だけ織り込まれたことがある。番組自体が終了してから折り込まれたため、ゴンドラは模して造られた。
- 毎日放送『40周年記念・新社屋完成記念特別番組「MBS超ワイド祭り」』（関西ローカル・1990年9月1日放送）：梅田・茶屋町に移転したのを記念して毎日放送番組対抗で司会・小池、出題・佐々木による最初の復刻版が放送された。オープニングテーマは初代を使用。10問正解時のBGMは小池時代末期のものが使われた。会場は新社屋（現在のM館）一階のアトリウムからだった。ゴンドラは西郷時代のものを使用していたが、ゴンドラの周りや看板に手を加えていた。くす玉が中央に2つしかない（そのため、優勝時にレツゴーじゅんではなく、今田耕司のゴンドラ上に紙吹雪が降っていた）、小池時代にはなかった『優勝』のテロップが出る、日航のタラップが無いため不正解の要領でゴンドラを下まで降ろす、司会の二人が立って進行する、その司会席にネームプレートがあるなどの違いがあった。また、途中のCM明けからは一問正解につきゴンドラが2つ上昇する特別ルールがあった。解答者は下記の番組のチーム代表[39]であるため、優勝すればチームでハワイ旅行獲得となっていた。解答者は次の通り。 
  - 1番 レツゴーじゅん（ワイドYOU）
  - 2番 今田耕司（よしもと新喜劇）
  - 3番 田代まさし（三枝きよし興奮テレビ・それゆけ!マーシー）
  - 4番 オール巨人（八方の4時はおまかせ）
  - 5番 桂文珍（イカにもスミにも・乾杯!トークそんぐ）
  - 6番 坂田利夫（ワイドYOU）

レツゴーじゅんが10問先取で優勝となった。
- 毎日放送『放送禁止06ライブ』（関西ローカル特番・1992年4月10日放送）：司会・小池、出題・佐々木のアップダウンクイズがコーナーとして復活し、清水興、野村義男、石田長生、忌野清志郎、有山じゅんじ、中島らも（解答席順）が挑戦。シルエットクイズにて忌野が「遠藤ミチロウ」と解答[40]して正解と言われるも、幕が上がるとなぜか遠藤ではなく忌野本人（解答席内とは違い、ステージ衣装着用）が登場した時点で、場面が「忌野清志郎&リクオ&06バンド」のライブに切り替わった。ゴンドラなどのセットは、2代目をベースに解答席のみ西郷時代のものを使用していた（失格時に×マークが閉じるシステムは変わらないが、アシスタントが設置する失格札は新規のもの("×"(罰点・カラー=黒)を立体にした掲示看板)を使用していた）。正解時に小池の「よろしいです!」や「その通り!」のフレーズはあるが、正解チャイムが流れていた。ただし、西郷時代の電子音ではなく、普通のチャイム音（2回鳴る）である（勿論ゴンドラ落下時の電子音もなかった）。効果音はオープニングテーマとシルエットクイズのジングルが初代（1963年開始）で、小池の「ハワイ旅行を目指して大いにがんばっていただきましょう!」（冒頭の「日航機による」は割愛）のフレーズの後のファンファーレ、シルエットクイズのシンキングタイム（各ヒント終了時）、2問不正解・失格退場のBGMは小池時代末期のものを使用していた。また、冒頭のフレーズも「ロート製薬」の部分を「MBS」に変えて「MBSがお送りするアップダウンクイズ」とした。もちろんゴンドラ部分には「ロート」の文字はなく「アップダウンクイズ」のロゴ（中央に配置）のみである。
- 毎日放送『新・たかじんが来るぞ』（関西ローカル・1993年放送）：やしきたかじん司会で、当時毎日放送アナウンサーだった石田敦子が出題。西郷時代に使われたセット[41]を使って復刻版「新たかアップダウンクイズ」が行われ、番組レギュラーの新野新、ハイヒールモモコ、オール阪神、角淳一、トミーズ健、非常階段シルク（解答席順）が挑戦した。この時のシルエットクイズのゲストは、当時毎日放送を定年退職して関連会社・MBS企画の社長を務めていた小池であり（当時小池の部下である4枠の角が正解する）、番組誕生や秘話などのエピソードを語った。問題の正誤判定もたかじんの裁量で正解と認められたり、誤答と認められた事もあった。最終問題のみ2段階上昇するルールだったが、8問だった角が答えられず、お情けでもう1問出題されたが、角は不正解となり、結果は新野が4問、モモコが5問、健が1問であとは全て0問という低調に終わった。ゴンドラ部分には「ロート」の代わりに「新たか」と書かれた吹き出しが付けられた。BGMはオープニングとシルエットゲスト登場時などに西郷時代のものを使用[42]、不正解時・2問不正解時のBGMは小池時代末期のBGM（それぞれお出（の最後の部分）、シルエットクイズのシンキングタイム）を早回ししたものが使われていた。
- 毎日放送『開局50周年記念特番「激動の半世紀!復活あどランでOH!OH!」』（関西ローカル・2001年9月9日放送）
  - 『ヤングおー!おー!』と『あどりぶランド』の特番的番組。一企画として、司会・小池、出題・佐々木のアップダウンクイズが復活。放送はMBSスタジオ in USJからだったが、こちらもゴンドラなどのセットは西郷時代のものにアレンジを加えたものを使っていた。オープニングテーマ・エンディングは小池時代末期のものを使用。このとき出演者は、セットに「ロート」の文字がないことへの違和感を語っていた。 解答者は次の通り（男性芸能人もしくは毎日放送ベテランアナウンサーと、前者とは異性の毎日放送若手アナウンサーとの組み合わせ）。 
1番 桂三枝（後の六代桂文枝）・松井愛
2番 月亭八方・西村麻子
3番 赤井英和・石田敦子
4番 藤本永治・松川浩子
5番 吉田智子・上泉雄一
6番 野村啓司・武川智美

三枝と野村（後番組の『クイズ!!ひらめきパスワード』の司会者でもある）は本放送時代にも解答者としての出演の経験者でもあり、さらに三枝は西郷時代にシルエットゲストも経験している。約20問足らずで終了し、八方・西村ペアが4問正解という低調な記録を作った。また、問題の中には『小池に代わってアップダウンクイズの司会をしたのは誰』（正解はもちろん西郷）という問題があり、答えの際に西郷時代の白黒写真が紹介された。なお、これが小池最後の出演となった。
- TBS『頭脳の祭典!クイズ最強王者決定戦!!〜ワールド・クイズ・クラシック〜』：2011年11月23日に放送されたスペシャル番組。参加者33名から予選および準決勝を勝ち抜いた2名による決勝戦の早押しクイズ「The Tower」にこの形式が使われた。10問正解で優勝、不正解だと0点に戻された。ただし、ゴンドラは独自のものを使用。この決勝には本番組で3週連続10問正解を達成した石野まゆみが進出したが、準優勝に終わった。また、放送上では不正解は出なかった。
- 日本テレビ『ビートたけしのお笑いウルトラクイズ』「溺死寸前!バス吊り下げアップダウンクイズ!!」 司会：ビートたけし、アシスタント：永井美奈子（日本テレビアナウンサー・当時）
  - ○バスか×バスか、正しいと思うバスに乗車。不正解のバスはクレーンで吊り上げられて海上で再度クイズを行い、正解すると元の場所に戻してもらえるが、不正解だとそのまま海に沈められた。
- フジテレビ『北野タレント名鑑』 司会：北野武（ビートたけし）、ガダルカナル・タカ、アシスタント：戸部洋子（フジテレビアナウンサー）
  - 解答者5名がゴンドラに乗って、クイズに正解すると1段階アップし5問正解でPRができた（4問以下だと顔出しされない）。途中から上から下に1段階下がる形に変更された。不正解だと0点に戻された。
- フジテレビ『殿様のフェロモン』「悶絶股裂きアップダウンクイズ」 司会：今田耕司、中山秀征
  - 水着姿の女性解答者ペア6組がそれぞれロープで片足を縛られ、クイズに正解すると他のペアのロープが上がり、ずっと正解できないと股が開いてしまうという罰ゲームだった。
- フジテレビ『爆笑!オールスター芸能界クイズ王決定戦スペシャル』 司会：研ナオコ、高田純次、松本伊代、出題者：西村知江子
  - スペシャル番組として『金曜ファミリーランド』または『火曜ワイドスペシャル』で、計3回放送された。予選では、出場者6名がゴンドラに乗り正解すると1段階アップし、時間切れまでに正解数の多かった人2名が決勝に進める（AブロックとBブロックで2回行う、1回だけCブロックまで3回行われた）。 決勝は予選を通過した4名と敗者復活の2名により行われ、10問正解で優勝、不正解だと0点に戻された。林家こぶ平（後の九代目林家正蔵）、上岡龍太郎などが優勝。
- ファミリー劇場『Knock Out-競技クイズ日本一決定戦-』 準々決勝の形式の1つ「アップダウン・セブン」では10ポイントが7ポイントになっているものの、それ以外のルールはほぼアップダウンクイズのルールのままで対戦した。

### パロディ
漫画
- 『しあわせさん』（市川みさこ作）で主人公・オヨヨが「クイズ・電気ショック」という本番組のパロディ（タイトルはテレビ朝日『クイズタイムショック』のもじり。そのせいか「しあわせさん」のアニメ化「オヨネコぶーにゃん」は朝日系で放送）に出場するエピソードがある。誤答したらゴンドラが一気に下降するのではなく、題名の通り、感電するというペナルティである。
- 『こちら葛飾区亀有公園前派出所』(秋本治作)の原作単行本第50巻（ジャンプ・コミックス）に収録されている「クイズDEお金もちの巻」に『ダウンアップクイズ』なる本番組のパロディが登場。両津勘吉が法条正義とペアを組んで出場した。ちなみに司会者であるイザベラ・元五郎丸は出題役も兼ねていた。また、原作単行本第161巻に収録された「アップフライトクイズの巻」では『アップフライトクイズ』なる本番組のパロディに両津勘吉、中川圭一、秋本・カトリーヌ・麗子、大原大次郎の4人組で出場している。
- 『キン肉マン』（ゆでたまご作）の原作単行本第7巻（ジャンプ・コミックス）に収録されている「100万円をねらえ!の巻」に本番組そっくりのクイズ番組が登場。キン肉マンとミート、キン骨マンとイワオがそれぞれペアを組んで出場した。ちなみに最終問題は「山本山を逆さに読むと？」でありキン肉マンが「下から読んでも山本山！」と答えて不正解になりミートにクイズタイムショックのようにゴンドラを回され（ただしゴンドラ最下段で）、なぜか解答権が渡ったキン骨マンが「逆さに読むとマヤトモマヤ！」と正解した。
- 『とつげき百太郎』（のむらしんぼ作、『男トラゴロウ』単行本（小学館てんとう虫コミックス）第2巻に収録。1984年）：本番組と『森田一義アワー 笑っていいとも!』（フジテレビ系）をパロディ化したクイズ番組『ダウンアップクイズ 答えていいとも!』が舞台となっており、主人公が番組に出場。司会者はタモリ（『笑っていいとも!』司会者）をモデルに描かれた[43]。

CM
- 西日本電信電話（NTT西日本）の「フレッツ」で、天海祐希がCMキャラクターを務めていた頃にアップダウンクイズをパロディ化したCMが放送された。順調に正解を重ねて優勝間近というところの最後の問題で不正解となり、0点まで「お戻り」になるが、月額利用料が安くなるということで驚きながら喜ぶというオチがあった。

CD
- 嘉門達夫のアルバム「宴」に収録されているコント「朝までアップダウンクイズ」。屋外で早朝までクイズ行われるという設定で、12万6000問という膨大な問題数がすでに出題された。

コンピューターゲーム
- KONAMIのスーパーファミコン用ソフト『がんばれゴエモン～ゆき姫救出絵巻～』のすてえじ3「からくりランド」のみに登場する施設「くいず屋」に使われているクイズは、アップダウンクイズそのもののシステムが採用されている。挑戦料こそ100両だが、ゲームをプレイしていれば解る簡単なものであり、初期状態から3問連続正解で優勝し、賞金として300両が支給される為、差額200両のギャンブル的な要素も兼ね備えていた。

### その他、オマージュなど
- NHK連続テレビ小説『ひよっこ』第20週「さて、問題です」：第116話（2017年8月15日（火曜日）放送）に、押阪忍（元NETアナウンサー[44]）が司会者役で出演したクイズ番組『勝ち抜きクイズ3Q』が登場。劇中の番組は押阪が実際に司会を務めていた『ベルトクイズQ&Q』（TBS系[45]）がモチーフとなっているものの、提供スポンサーが製薬会社であり、賞品もハワイ旅行である点が、本番組のオマージュとも見て取れる。

## 歴代テーマ音楽担当
- 田中正史（開始-1975.12） - 当初はブラス系[46]だったが、後に（時期は不詳）オーケストラに近い曲調となった。
- 南安雄（1976.1-1979.2） - ゴンドラ背後のロート製品名が無くなってから使われ始めた。オープニング/エンディングテーマはブラス系、シルエットクイズ開始のジングル音や10問正解時のファンファーレはオーケストラ調。「目で見るクイズ」のシンギング時のBGMや、「お戻り」のジングル音にもオープニングのアレンジが使われた。
- 宇崎竜童（1979.3-11） - シンセ系。
- 田中正史（1979.12-1983.9）[47] - ゴンドラの色分けと同時に変更され、小池司会の最終日まで使用。初代テーマのリニューアル版でオーケストラ調。オープニングでは冒頭にティンパニのロールがある。小池の出場者紹介後の「ハワイ旅行めざして…」と述べた後にもジングル音が入った。シルエットクイズ開始のジングル音は行進曲のファンファーレに近い。
- 中川昌（1983.10-最終回） - ブラス系。後に「お出・お戻り」ルールの復活に伴い、オープニングテーマのみ変更された（シンセ+ブラス系）。

## 出演者

### 司会者
- 初代 市村俊幸
- 2代目 小池清（毎日放送アナウンサー、当時）
- 3代目 西郷輝彦[5]

### 出題担当者
全員毎日放送アナウンサー。
- 初代  小池清
- 2代目 長田淑子
- 3代目 市毛毬子
- 4代目 佐々木美絵[5]

### 主なアシスタント
1984年頃～1985年3月頃
- 明日香恵
- 大西克子

1985年4月頃～番組終了時
- 内山明美
- 橋本京子

## スタッフ

### 放送開始から1980年頃[いつ?]まで
- 構成：堤章三、池田幾三[48]
- ディレクター：大北明
- プロデューサー：米田剛 → 信太正行

### 1980年頃[いつ?]から最終回まで
- 構成：堤章三、福岡秀広、杉本士郎、三田村明彦（堤以外の3人は西郷時代のみ担当）
- ナレーション：柏木宏之（毎日放送アナウンサー・西郷司会時代の1年間を担当）
- ディレクター：梅本史郎、柳川正邦、小川智、浦川雅至、尾嶋啓憲[49]
- プロデューサー：金子俊彦 → 柳川正邦[50]
- 技術：？[要説明] 眞田昌輔、三浦邦彦、小泉博、安原俊夫
- 美術：？[要説明] 喜多忠嗣→ 川口勤 → 高橋輝光
- 製作著作：毎日放送

## 放送局

### 1963年10月6日から1975年3月30日まで
系列は放送当時のもの。
| 放送対象地域 | 放送局             | 系列                   | 備考 |
| ------------ | ------------------ | ---------------------- | --- |
| 近畿広域圏   | 毎日放送 (MBS)     | NET系列                | 製作局 |
| 関東広域圏   | NETテレビ (NET)    | NET系列                | 現・テレビ朝日 (EX)                                                                                          |
| 中京広域圏   | 名古屋テレビ (NBN) | NET系列                | 1964年10月から1966年9月まで、1973年4月8日から1975年3月30日まで 1973年3月まで日本テレビ系列とのクロスネット局 |
| 岡山県       | 岡山放送 (OHK)     | フジテレビ系列 NET系列 | 当時の免許エリアは岡山県のみ 1970年11月8日から1975年3月30日まで                                              |
| 山口県       | 山口放送 (KRY)     | 日本テレビ系列         | 関門局のみ 1963年10月から1964年9月まで                                                                       |
| 香川県       | 瀬戸内海放送 (KSB) | NET系列                | 当時の免許エリアは香川県のみ 1969年4月の開局から1969年10月5日まで                                            |
| 福岡県       | 九州朝日放送 (KBC) | NET系列                | 1964年10月から                                                                                               |

### 1975年4月6日から1985年10月6日まで
1975年4月6日以降は腸捻転解消に伴いTBS系番組となり、TBS系列局でネットを開始した。
※系列は放送当時のもの。
| 放送対象地域            | 放送局               | 系列                   | 備考 |
| ----------------------- | -------------------- | ---------------------- | --- |
| 近畿広域圏              | 毎日放送 (MBS)       | TBS系列                | 製作局                                                                                                  |
| 関東広域圏              | 東京放送 (TBS)       | TBS系列                | 現・TBSテレビ                                                                                           |
| 北海道                  | 北海道放送 (HBC)     | TBS系列                | [ 54 ]                                                                                                  |
| 青森県                  | 青森テレビ (ATV)     | TBS系列                | |
| 岩手県                  | 岩手放送 (IBC)       | TBS系列                | 現・IBC岩手放送                                                                                         |
| 宮城県                  | 東北放送 (TBC)       | TBS系列                | |
| 福島県                  | 福島テレビ (FTV)     | フジテレビ系列         | 1983年9月25日に打ち切り 1983年3月まではTBS系列とのクロスネット局                                        |
| 福島県                  | テレビユー福島 (TUF) | TBS系列                | 1983年12月4日開局当日から放送                                                                           |
| 山梨県                  | テレビ山梨 (UTY)     | TBS系列                | |
| 新潟県                  | 新潟放送 (BSN)       | TBS系列                | |
| 長野県                  | 信越放送 (SBC)       | TBS系列                | |
| 静岡県                  | 静岡放送 (SBS)       | TBS系列                | |
| 石川県                  | 北陸放送 (MRO)       | TBS系列                | |
| 中京広域圏              | 中部日本放送 (CBC)   | TBS系列                | 現・CBCテレビ                                                                                           |
| 鳥取県・島根県          | 山陰放送 (BSS)       | TBS系列                | |
| 岡山県 ↓ 岡山県・香川県 | 山陽放送 (RSK)       | TBS系列                | 現・RSK山陽放送 1983年3月までの免許エリアは岡山県のみ 相互乗り入れに伴い、1983年4月からは香川県でも放送 |
| 広島県                  | 中国放送 (RCC)       | TBS系列                | [ 56 ]                                                                                                  |
| 山口県                  | テレビ山口 (TYS)     | TBS系列 フジテレビ系列 | 1978年9月まではテレビ朝日系列とのクロスネット局                                                         |
| 高知県                  | テレビ高知 (KUTV)    | TBS系列                | |
| 福岡県                  | RKB毎日放送 (RKB)    | TBS系列                | |
| 長崎県                  | 長崎放送 (NBC)       | TBS系列                | |
| 熊本県                  | 熊本放送 (RKK)       | TBS系列                | |
| 大分県                  | 大分放送 (OBS)       | TBS系列                | |
| 宮崎県                  | 宮崎放送 (MRT)       | TBS系列                | |
| 鹿児島県                | 南日本放送 (MBC)     | TBS系列                | |
| 沖縄県                  | 琉球放送 (RBC)       | TBS系列                | |

## 番組の現存状況
番組放送時、収録には2インチVTRが使われており、そのビデオテープは高価だった。この番組はクイズ番組ということで、ビデオテープとしての保存価値や再放送の利用性の薄さもあり、放送終了後は消去されてテープが使い回しされるのが普通であった。その為、毎日放送の編成ライブラリーである「日本民間放送連盟記録保存所 毎日放送支所」に保存されている最古の回は、TBS系列にネットチェンジしてから最初の放送である1975年4月6日の放送回で、それからは何回か残され保存されている。

## 関連書籍
- 『アップダウンクイズ』 （二見書房発行・サラブレッドブックスシリーズ）1978年11月発行・新書判。番組放送15周年を記念しての出版で、表紙には当時のゴンドラを背景に小池・佐々木コンビの写真があり、サブタイトルとして「35000題から選び抜いたハイレベルの2000題…」と書かれている。問題集本編は、番組担当者のアドバイスから始まって、予選問題、放送された15年間の出来事を背景にした問題、番組の各クイズコーナーを元にした「トレーニング編」、そして繰り返し挑戦して実戦力を身につけられる「チャレンジ編」で構成されている。現在は絶版で古書店にもほとんど出回らず、入手は難しくなっている。国立国会図書館で閲覧可能。
- 社史『毎日放送の40年』1991年発行、『毎日放送50年史』2001年発行（いずれもA4判・非売品）前者は開局40周年、後者は50周年を記念して発行された社史で、全国の都道府県立図書館で閲覧可能。『毎日放送50年史』の付録であるDVD-ROMには、1975年4月6日（第600回）放送分のハイライトシーンが収められている。
- 『放送の世界に生きて』風詠社発行 2009年6月発行、「アップダウンクイズ」を長年担当してきた金子俊彦が、自身と放送とのかかわりを記述した内容で、「アップダウンクイズ」の思い出や構成者堤章三との思い出が書かれている。

## 関連グッズ
いずれもタカラ（現・タカラトミー）から1980年 - 1982年頃に発売。
- スクールパンチ アップダウンクイズゲーム - ボードゲーム。解答者枠が4枠までしかなかった。
- アップダウンクイズゲーム - パッケージには松下進のイラストが描かれている。こちらは解答者枠が6枠まであった。